# Mistrovství Československa v orientačním běhu 1983
Mistrovství Československé socialistické republiky v orientačním běhu proběhlo v roce 1983 ve dvou individuálních a jedné týmové disciplíně.

## Mistrovství ČSSR na dlouhé trati
| Datum závodu   | 7. 5. 1983     |  | Místo konání    | Buková      |  | Pořadatel       | TJ Rapid Bratislava                               |
| Ředitel závodu | Dušan Formanko |  | Hlavní rozhodčí | Peter Sláma |  | Stavitelé tratí | František Gallo, Karol Valovič, František Priesol |
| Název mapy     | Lažteky II.    |  | Web závodu      |             |  | Výsledky závodu |                                                   |

| Zkrácené výsledky             | Zkrácené výsledky       | Zkrácené výsledky       | Zkrácené výsledky       | Zkrácené výsledky       | Zkrácené výsledky | Zkrácené výsledky       | Zkrácené výsledky           | Zkrácené výsledky       | Zkrácené výsledky       |
| Pořadí                        | H21 – muži              | H21 – muži              | H21 – muži              | H21 – muži              | Pořadí            | D21 – ženy              | D21 – ženy                  | D21 – ženy              | D21 – ženy              |
| ----------------------------- | ----------------------- | ----------------------- | ----------------------- | ----------------------- | ----------------- | ----------------------- | --------------------------- | ----------------------- | ----------------------- |
| Zlatá medaile                 | Jaroslav Kačmarčík      | TJ TŽ Třinec            | 2:11:13                 |                         | Zlatá medaile     | Jana Hlaváčová          | VŠZ Brno                    | 1:13:02                 |                         |
| Stříbrná medaile              | Luděk Pavelek           | VŠZ Brno                | 2:12:50                 | +1:37                   | Stříbrná medaile  | Ada Kuchařová           | KOS TJ Tesla Brno           | 1:15:16                 | +2:14                   |
| Bronzová medaile              | Vlastimil Uchytil       | VSK VŠB TU Ostrava      | 2:18:37                 | +7:24                   | Bronzová medaile  | Iva Kalibánová          | Slavie VŠCHT Pardubice      | 1:23:12                 | +10:10                  |
| 4                             | Jozef Pollák            | VŠK Košice              | 2:19:20                 | +8:07                   | 4                 | Anna Gavendová          | TJ TŽ Třinec                | 1:23:50                 | +10:48                  |
| 5                             | Zdeněk Lenhart          | VŠZ Brno                | 2:19:57                 | +8:44                   | 5                 | Eva Bártová             | TJ Jičín                    | 1:25:37                 | +12:35                  |
| 6                             | Jiří Hlaváč             | VŠZ Brno                | 2:22:32                 | +11:19                  | 6                 | Jana Semeráková         | Slavie VŠCHT Pardubice      | 1:28:34                 | +15:32                  |
| 7                             | Pavel Ditrych           | USK Praha               | 2:24:09                 | +12:56                  | 7                 | Pavlína Bacílková       | VŠZ Brno                    | 1:32:14                 | +19:12                  |
| 8                             | Jaroslav Neumann        | VSK VŠB TU Ostrava      | 2:27:30                 | +16:17                  | 8                 | Libuše Becková          | VŠTJ Ekonom Praha           | 1:35:11                 | +22:09                  |
| 9                             | Vladimír Slávik         | Slovensko               | 2:29:40                 | +18:27                  | 9                 | Viera Kaletová          | TJ TŽ Třinec                | 1:35:28                 | +22:26                  |
| 10                            | Vlastimil Šebesta       | VŠZ Brno                | 2:32:03                 | +20:50                  | 10                | Jana Kačanová           | Slavia Liberec orienteering | 1:38:33                 | +25:31                  |
| Pořadí                        | H19 – junioři           | H19 – junioři           | H19 – junioři           | H19 – junioři           | Pořadí            | D19 – juniorky          | D19 – juniorky              | D19 – juniorky          | D19 – juniorky          |
| Zlatá medaile                 | Aleš Macháček           | USK Praha               | 1:36:10                 |                         | Zlatá medaile     | Iva Slaninová           | Rudá hvězda Hradec Králové  | 1:27:42                 |                         |
| Stříbrná medaile              | Jaroslav Hubáček        | VŠZ Brno                | 1:36:11                 | +0:01                   | Stříbrná medaile  | Helena Matoušová        | TJ Jičín                    | 1:31:40                 | +3:58                   |
| Bronzová medaile              | Anton Kniebügel         | Slovensko               | 1:43:20                 | +7:10                   | Bronzová medaile  | Yvona Finsterlová       | TJ Opava                    | 1:39:22                 | +11:40                  |
| Pořadí                        | H17 – starší dorostenci | H17 – starší dorostenci | H17 – starší dorostenci | H17 – starší dorostenci | Pořadí            | D17 – starší dorostenky | D17 – starší dorostenky     | D17 – starší dorostenky | D17 – starší dorostenky |
| Zlatá medaile                 | Petr Kozák              | Tempo Praha             | 1:32:58                 |                         | Zlatá medaile     | Dagmar Coufalíková      | OOB TJ Slovan Luhačovice    | 1:14:49                 |                         |
| Stříbrná medaile              | Vladimír Soldán         | KOB ZPV Prostějov       | 1:37:53                 | +4:55                   | Stříbrná medaile  | Jana Ondráčková         | KOB ZPV Prostějov           | 1:16:06                 | +1:17                   |
| Bronzová medaile              | Karol Hrabinský         | Slovensko               | 1:38:12                 | +5:14                   | Bronzová medaile  | Alena Mikešová          | OK Jiskra Nový Bor          | 1:21:28                 | +6:39                   |
| << předchozí • následující >> |                         |                         |                         |                         |                   |                         |                             |                         |                         |

Souhrnné informace naleznete v článku Mistrovství Československa na dlouhé trati.

## Mistrovství ČSSR jednotlivců (klasická trať)
| Datum závodu   | 1. 10. 1983    |  | Místo konání    | Baldovec        |  | Pořadatel       | KOB ZPV Prostějov                    |
| Ředitel závodu | Boris Vystavěl |  | Hlavní rozhodčí | Oldřich Řehůlka |  | Stavitelé tratí | Pavel Dudík, Petr Dudík, Dušan Dudík |
| Název mapy     | Vlčí skála     |  | Web závodu      |                 |  | Výsledky závodu |                                      |

| Zkrácené výsledky             | Zkrácené výsledky       | Zkrácené výsledky       | Zkrácené výsledky       | Zkrácené výsledky       | Zkrácené výsledky | Zkrácené výsledky       | Zkrácené výsledky          | Zkrácené výsledky       | Zkrácené výsledky       |
| Pořadí                        | H21 – muži              | H21 – muži              | H21 – muži              | H21 – muži              | Pořadí            | D21 – ženy              | D21 – ženy                 | D21 – ženy              | D21 – ženy              |
| ----------------------------- | ----------------------- | ----------------------- | ----------------------- | ----------------------- | ----------------- | ----------------------- | -------------------------- | ----------------------- | ----------------------- |
| Zlatá medaile                 | Jiří Hlaváč             | VŠZ Brno                | 1:30:24                 |                         | Zlatá medaile     | Jana Hlaváčová          | VŠZ Brno                   | 1:04:28                 |                         |
| Stříbrná medaile              | Luděk Pavelek           | VŠZ Brno                | 1:32:50                 | +2:26                   | Stříbrná medaile  | Věra Volfová            | VŠZ Brno                   | 1:08:07                 | +3:39                   |
| Bronzová medaile              | Josef Hubáček           | VŠZ Brno                | 1:35:25                 | +5:01                   | Bronzová medaile  | Ada Kuchařová           | KOS TJ Tesla Brno          | 1:10:38                 | +6:10                   |
| 4                             | Jaroslav Kačmarčík      | TJ TŽ Třinec            | 1:35:52                 | +5:28                   | 4                 | Eva Bártová             | TJ Jičín                   | 1:10:40                 | +6:12                   |
| 5                             | Jaromír Tišer           | TJ Jičín                | 1:38:27                 | +8:03                   | 5                 | Věra Kaletová           | TJ TŽ Třinec               | 1:12:07                 | +7:39                   |
| 6                             | Vlastimil Uchytil       | VSK VŠB TU Ostrava      | 1:39:21                 | +8:57                   | 6                 | Ivana Lacigová          | USK Praha                  | 1:13:03                 | +8:35                   |
| 7                             | Radoslav Novotný        | VŠZ Brno                | 1:40:07                 | +9:43                   | 7                 | Iva Kalibánová          | Slavie VŠCHT Pardubice     | 1:13:39                 | +9:11                   |
| 8                             | Zdeněk Zuzánek          | USK Praha               | 1:40:20                 | +9:56                   | 8                 | Jana Semeráková         | Slavie VŠCHT Pardubice     | 1:15:44                 | +11:16                  |
| 9                             | Zbyněk Pospíšek         | VŠZ Brno                | 1:41:18                 | +10:54                  | 9                 | Jana Hájová-Fialová     | TJ Gottwaldov              | 1:17:26                 | +12:58                  |
| 10                            | Jozef Pollák            | VŠK Košice              | 1:42:44                 | +12:20                  | 10                | Libuše Becková          | VŠTJ Ekonom Praha          | 1:20:15                 | +15:47                  |
| Pořadí                        | H19 – junioři           | H19 – junioři           | H19 – junioři           | H19 – junioři           | Pořadí            | D19 – juniorky          | D19 – juniorky             | D19 – juniorky          | D19 – juniorky          |
| Zlatá medaile                 | Aleš Macháček           | Tempo Praha             | 1:12:32                 |                         | Zlatá medaile     | Helena Matoušová        | TJ Jičín                   | 1:13:14                 |                         |
| Stříbrná medaile              | Jaroslav Krejčí         | VSK Chemie Praha        | 1:21:52                 | +9:20                   | Stříbrná medaile  | Iva Slaninová           | Rudá hvězda Hradec Králové | 1:13:24                 | +0:10                   |
| Bronzová medaile              | Jiří Schindler          | VSK Chemie Praha        | 1:25:27                 | +12:55                  | Bronzová medaile  | Pavlína Bacílková       | VŠZ Brno                   | 1:14:49                 | +1:35                   |
| Pořadí                        | H17 – starší dorostenci | H17 – starší dorostenci | H17 – starší dorostenci | H17 – starší dorostenci | Pořadí            | D17 – starší dorostenky | D17 – starší dorostenky    | D17 – starší dorostenky | D17 – starší dorostenky |
| Zlatá medaile                 | Radovan Mach            | KOS TJ Tesla Brno       | 1:07:45                 |                         | Zlatá medaile     | Jana Ondráčková         | KOB ZPV Prostějov          | 55:56                   |                         |
| Stříbrná medaile              | Roman Horký             | SK Praga                | 1:09:10                 | +1:25                   | Stříbrná medaile  | Petra Ondráčková        | KOB ZPV Prostějov          | 57:02                   | +1:06                   |
| Bronzová medaile              | Petr Kozák              | Tempo Praha             | 1:11:53                 | +4:08                   | Bronzová medaile  | Dagmar Coufalíková      | OOB TJ Slovan Luhačovice   | 58:00                   | +2:04                   |
| Pořadí                        | H15 – mladší dorostenci | H15 – mladší dorostenci | H15 – mladší dorostenci | H15 – mladší dorostenci | Pořadí            | D15 – mladší dorostenky | D15 – mladší dorostenky    | D15 – mladší dorostenky | D15 – mladší dorostenky |
| Zlatá medaile                 | Tomáš Cihlář            | TJ Lokomotiva Chomutov  | 57:28                   |                         | Zlatá medaile     | Lucie Komancová         | Rudá hvězda Hradec Králové | 46:36                   |                         |
| Stříbrná medaile              | Petr Utinek             | OK Jiskra Nový Bor      | 58:30                   | +1:02                   | Stříbrná medaile  | Gabriela Šubrtová       | TJ Jičín                   | 51:05                   | +4:29                   |
| Bronzová medaile              | Jan Bláha               | SK Praga                | 58:37                   | +1:09                   | Bronzová medaile  | Dana Drobilíková        | TJ Gottwaldov              | 54:31                   | +7:55                   |
| << předchozí • následující >> |                         |                         |                         |                         |                   |                         |                            |                         |                         |

Souhrnné informace naleznete v článku Mistrovství Československa v orientačním běhu na klasické trati.

## Mistrovství ČSSR štafet
| Datum závodu   | 2. 10. 1983    |  | Místo konání    | Baldovec        |  | Pořadatel       | KOB ZPV Prostějov                              |
| Ředitel závodu | Boris Vystavěl |  | Hlavní rozhodčí | Oldřich Řehůlka |  | Stavitelé tratí | Boris Vystavěl, Zdeněk Chmelař, Vladimír Surma |
| Název mapy     | Bílá voda      |  | Web závodu      |                 |  | Výsledky závodu |                                                |

Souhrnné informace naleznete v článku Mistrovství Československa v orientačním běhu štafet.